# Bill Allgood
Bill Allgood ist ein ehemaliger US-amerikanischer Basketballspieler.

## Werdegang
Allgood spielte bis 1975 an der Sprayberry High School im US-Bundesstaat Georgia. Von 1976 bis 1978 war der 2,03 Meter große Innenspieler Mitglied der Hochschulmannschaft des Georgia Institute of Technology und kam in 55 Spielen zum Einsatz (6,3 Punkte, 4 Rebounds/Spiel).
Allgood wurde Berufsbasketballspieler und stand als solcher in der Saison 1979/80 in Diensten des Schweizer Nationalligisten Vernier. Seine Höchstleistung in einem Spiel der Nationalliga erzielte er Anfang Dezember 1979 mit 42 Punkten gegen Lemania.
In der Saison 1981/82 stand er beim deutschen Bundesligisten TuS 04 Leverkusen unter Vertrag und erreichte in 14 Einsätzen einen Mittelwert von 12,1 Punkten je Begegnung.